# Ketsby
Ketsby – przysiółek w Anglii, w Lincolnshire. Leży 40,2 km od Lincoln i 195,5 km od Londynu. W latach 1870–1872 osada liczyła 60 mieszkańców. Ketsby jest wspomniana w Domesday Book (1086) jako Chetelesbi.